# 成蒲铁路

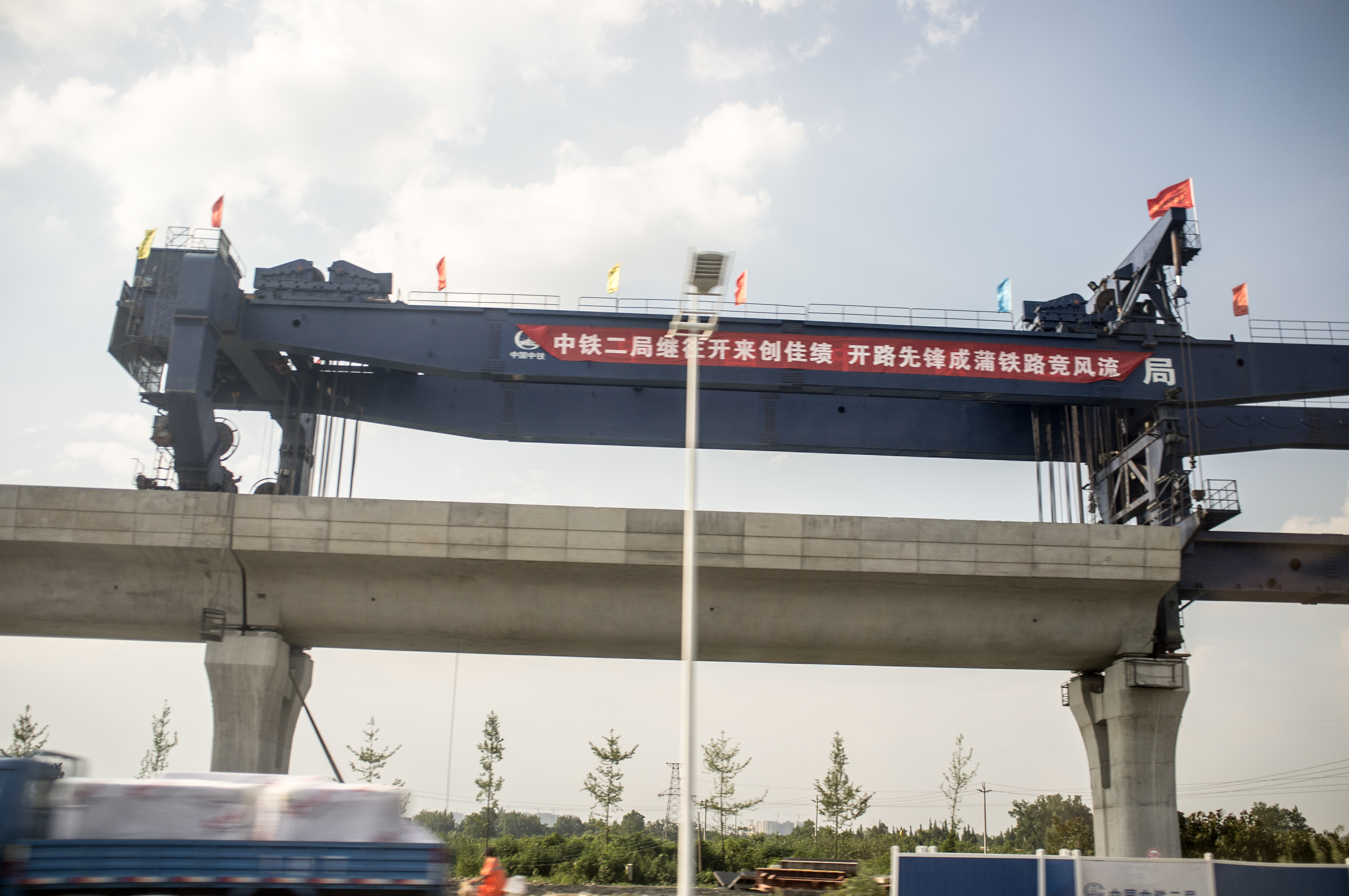
建设中的成蒲铁路

成蒲铁路，即成都市域铁路成蒲线，又称成蒲快速铁路，是中国四川省成都市一条运营中的市域铁路，起于成都西站，止于蒲江县的朝阳湖站，全线位于成都市境内，全长99公里，国铁I级双线电气化规格，设计速度200km/h。2018年12月28日，成蒲铁路作与成雅铁路一同开通。
成蒲铁路由中国铁路成都局集团、成都地铁有限责任公司与成都交通投资集团合资的成都市域铁路有限责任公司负责建设与管理。

## 概况
成蒲铁路始于成都西站，止于朝阳湖站，途经温江区、崇州市、大邑县、邛崃市、蒲江县。沿线共设12个站，分别为成都西、双流北、温江、羊马、崇州、隆兴、大邑、王泗镇、邛崃、西来、蒲江、朝阳湖。成都西站为地面站；温江站、崇州站、大邑站、邛崃站为高架车站；蒲江站、朝阳湖站为地面站。其余站点为无配线站，暂不开通客运功能。
成蒲铁路在朝阳湖站与成雅铁路汇合，成蒲铁路与成雅铁路朝阳湖至雅安段共同组成成雅铁路客运通道。

## 建设历史
- 2009年5月，成都市建设西部综合交通枢纽主枢纽工作会议初步透露了先期建设川藏铁路成都-康定段客运专线、构建成都西向铁路客运通道的构想。[4]
- 2009年8月，成蒲铁路作为成都市汶川地震灾后重建重点项目由原铁道部和四川省在27日至31日举行了可行性研究报告审查会，指出成蒲铁路是独立于川藏线的一条市域铁路。[5]
- 2009年8月，中铁二院编写完成了新建铁路川藏线成都至朝阳湖段环境影响报告书。[6]
- 2009年9月10日，四川省与原铁道部联合对成蒲铁路项目作出批复。并拟定在2009年底开工建设。[7]
- 2013年10月，成蒲铁路各路段陆续展开施工，并在次年上半年全面进入实质施工阶段。[8][9]
- 2014年12月6日，成雅铁路朝阳湖-雅安段开工。该段线路规划初期与成蒲铁路贯通运行。
- 2016年，成蒲铁路土建施工基本完成。线路原计划2016年开通[10]，但由于成都枢纽建设缓慢，开通多次推迟。
- 2018年10月14日，成蒲-成雅铁路开始联调联试工作。16日，CRH2C-2061综合检测动车组成为成蒲铁路上运行的首辆动车组列车。[11]
- 2018年12月28日，成蒲铁路与成雅铁路一并开通运营。

## 车站

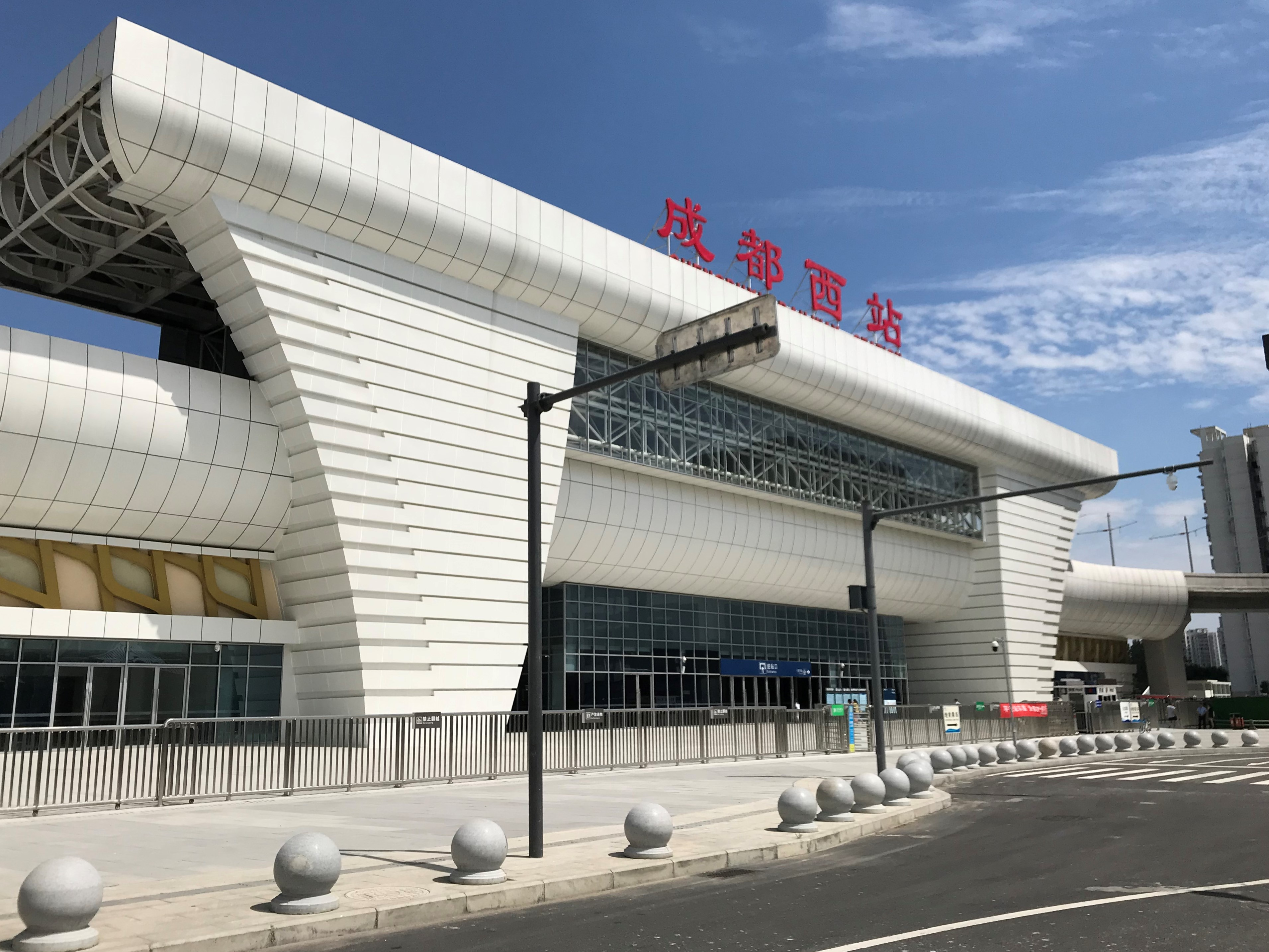
成都西站

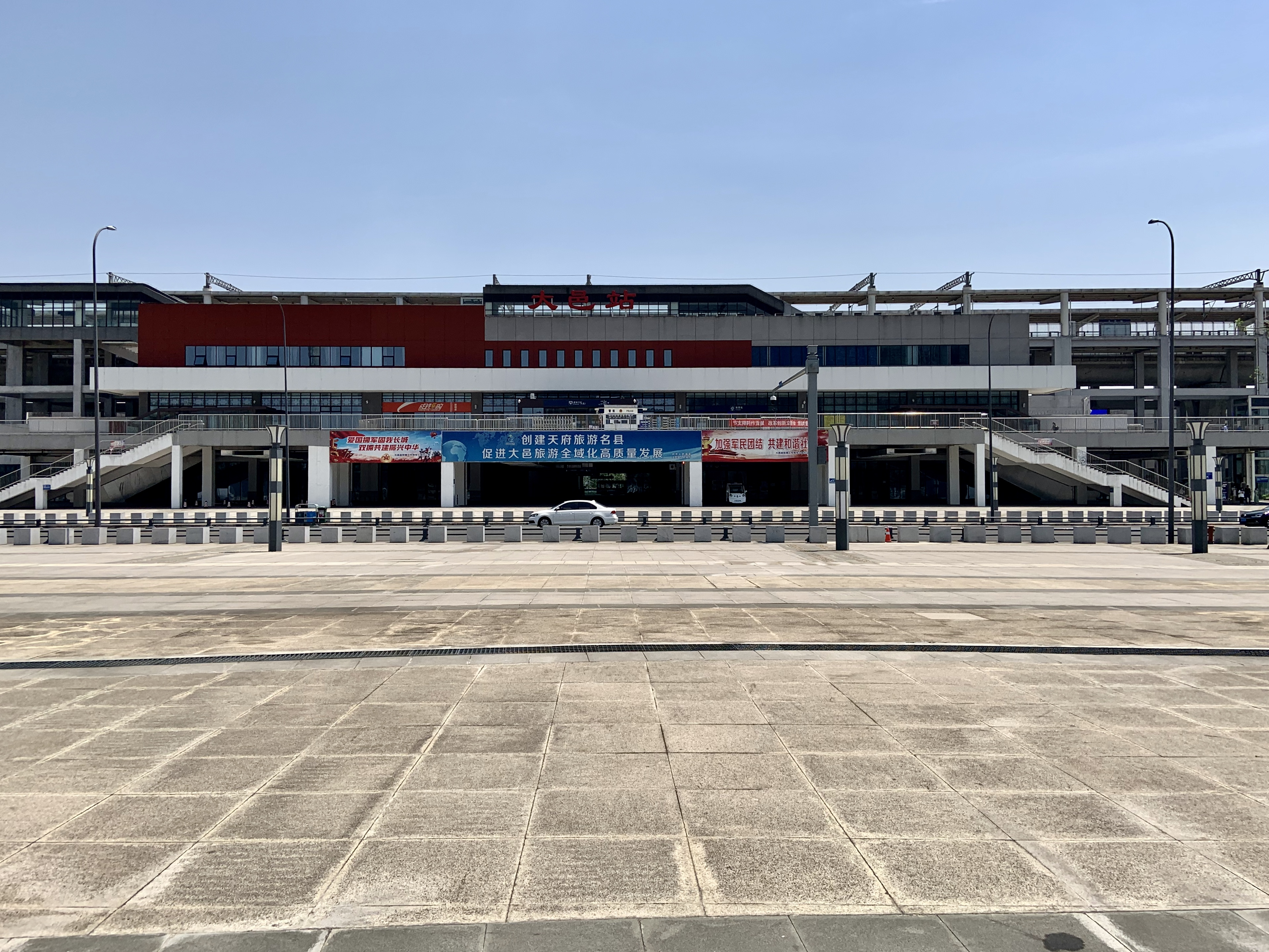
大邑站

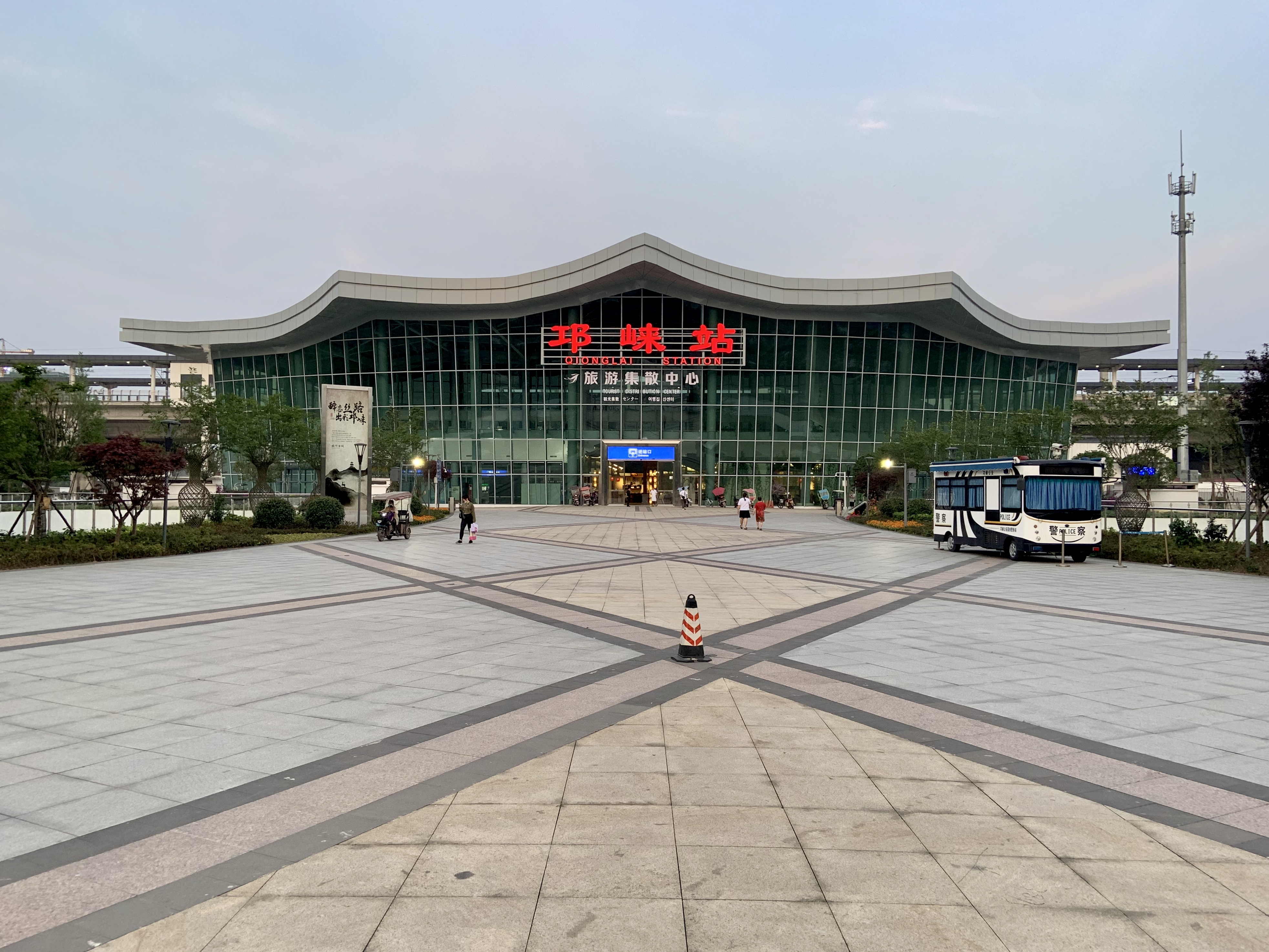
邛崃站

成蒲铁路共设置有12座车站（含三座预留站），其中4座高架站、8座地面站。线路自成都西站出发，经温江、羊马、崇州、大邑、邛崃、西来、蒲江，终到朝阳湖站。双流北、隆兴和王泗镇为预留站。
成蒲铁路在成都西站接入成都铁路枢纽，未来将连接成都铁路环线；朝阳湖站向西南有成雅铁路朝阳湖-雅安段继续延伸，经名山至雅安站，共同构成成雅客运通道。
成蒲铁路各高架站不另设到发线，站台直接紧贴正线布置。全线车站站台均设置有防止乘客跌落轨道的半高安全门。

## 运营
成蒲铁路隶属于成都市域铁路有限责任公司，但目前由中国铁路成都局集团有限公司负责运营。该线接入国铁运行网络，在开通“铁路e卡通”业务的车站，旅客无需提前购票，刷手机二维码（铁路e卡通）即可秒速进站乘车。成蒲铁路二等座按照0.37元/公里定价，成都西站至朝阳湖站二等座票价为36元。

## 列车
成蒲铁路主力车型为成都交投购入的“天府号”CRH6A-A型四节编组市域动车组。该型动车组为中车四方基于Cinova动车组平台研发的CRH6A型动车组的四编组型号，最大载客量688人，最高时速200km/h。该型动车组具有加速度快、载客量大、编组灵活、可快速乘降的特点。
该型列车车厢单侧设两扇单开门，且车门宽度大于中国内地一般动车组列车，可满足市域铁路快速乘降的要求。车内采用2+2布局设计，留出更大站立空间；车内座椅旁有供站立乘客握持的扶手，车厢两端也有专门的扶手和折叠座椅设计。全车设置一处卫生间，同时也设有大件行李架。
除“天府号”CRH6A-A动车组外，成蒲铁路上亦有CRH1A、CRH3A型动车组运行。